# Műszőrme

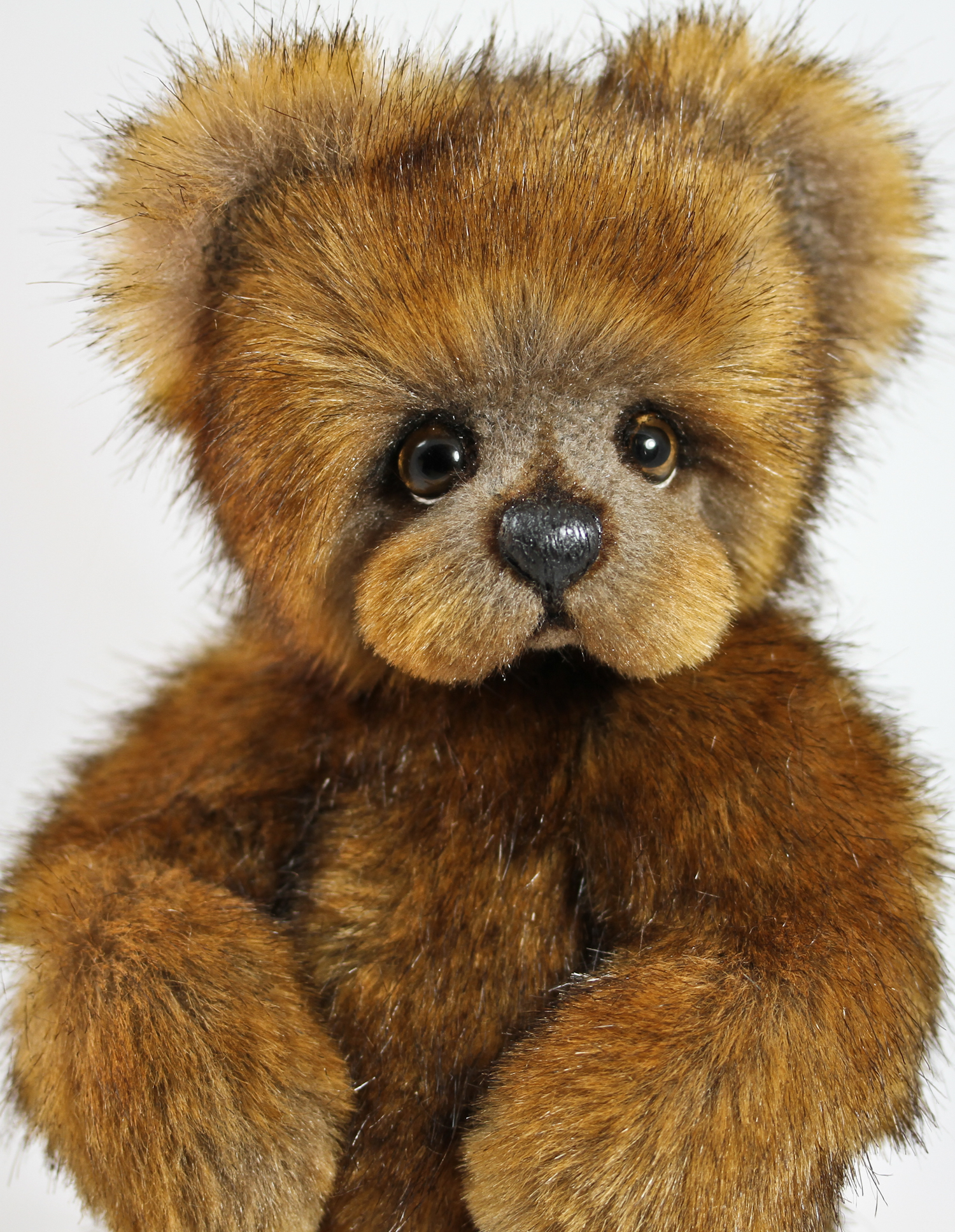
A műszőrme egy jellegzetes alkalmazása: a játékmackó

A műszőrme a természetes szőrméhez hasonló textilanyag. A korszerű gyártástechnológia lehetővé teszi hogy a legkülönbözőbb állatok prémjéhez hasonló kinézetű műszőrméket állítsanak elő. Kifejlesztésüket elsősorban az vezette, hogy a nagy értékű nemes prémekből készült ruhadarabokat csak a gazdagabb néprétegek tudják megvásárolni, tehát olcsóbb utánzat előállítására törekedtek. Később ehhez a fejlesztéshez jelentősen hozzájárult az is, hogy a prémek iránti igény kielégítése számos állatfaj felesleges pusztításával, sőt csaknem kipusztításával jár, ami ellentétes a korszerű felfogással és a fenntartható fejlődés irányvonalával. A sokkal olcsóbb, de az állatvilág védelmét is szolgáló, a valódi szőrméhez kinézésre és sokszor tulajdonságaiban is nagyon hasonló műszőrme-ruházat a kisebb jövedelműek számára is hozzáférhető, ugyanakkor ez is lehet szép és elegáns. Nem megvetendő szempont az sem, hogy míg egy valódi szőrméből készített kabát előállítása során – a nyers bundától a kikészített szőrmén át a megvarrt készáruig – 300 kg szén-dioxid keletkezik, addig ez a műszőrme esetében – a szálgyártással kezdődően a készáruig – csak 50 kg.

## Történet
Az első műszőrme 1929-ben jelent meg a piacon, ezt alpaka szőréből készítették. Minősége azonban meg sem közelítette a természetes szőrméét: csak az alpaka gyapjú eredeti színeiben (szürke vagy sárgásbarna) készült és nem versenyezhetett az akkor nagyon divatos vidra- vagy hódprémmel. A fejlesztők mégis fantáziát láttak a termékben, elsősorban annak versenyképes ára miatt, és tovább dolgoztak azon, hogy javítsák a minőségét, szebbé, kopásállóbbá és más színekben is készíthetővé tegyék. 1940-re sikerült is sokkal magasabb színvonalú műszőrmét előállítani, de az igazi lendületet ennek a technológiának a poliakrilnitril szál megjelenése adta az 1950-es években. Ez a szálasanyag-típus nagy mértékben hasonlóvá tehető a gyapjúhoz, könnyen színezhető bármilyen színre, és ezeket a tulajdonságait nagyon jól lehet érvényesíteni a műszőrme gyártásában is. Ehhez járult később az a nagy hatású törekvés, hogy a szőrmék használatához ne kelljen élő állatokat pusztítani.

## A műszőrmék anyaga
A kötött és szövött műszőrmék alapját pamutból, gyapjúból vagy szintetikus szálasanyagból (pl. poliészterből, polipropilénből) készítik, a szőrme felület leggyakrabban poliakrilnitrilből, vagy ennek egy módosított változatából, modakrilból készül. A modakril szál) kopásállóbb, nedvszívóbb, erősebb, fény- és időjárásállóbb a poliakrilnitril-szálaknál, és mindezek mellett kevésbé gyúlékony, ami nagyon fontos szempont például a takarók esetében. A korszerű műszőrméknek ez a főanyaga, bár gyakran készítenek műszőrmét poliészterből vagy poliamidból, sőt selyemből, gyapjúból és moherből is, többnyire úgy, hogy ezeket az akrilszálak közé keverik.
Az a törekvés, hogy – a fokozottabb környezetvédelem szellemében – a műszőrmék gyártásához (is) természetes eredetű (növényi) alapanyagból készült, biológiailag lebomló mesterséges szálasanyagokat használjanak a "hagyományos", szintetikus szálasanyagok helyett, az ún. Vegan műszőrmék kifejlesztéséhez vezetett.

## Előállítási módok

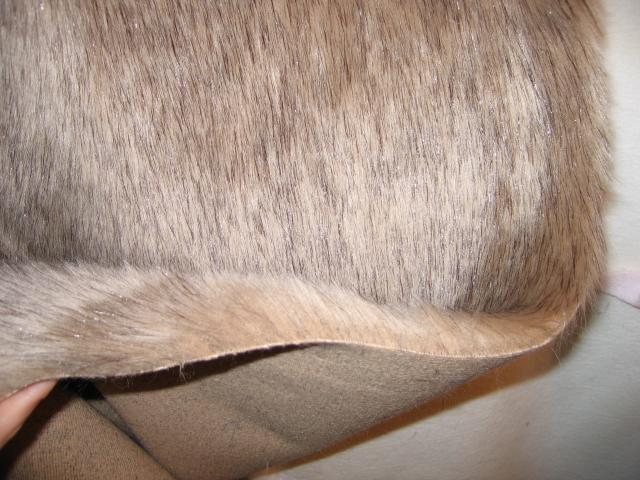
Műszőrme

A műszőrme lényegében egy alapkelméből és az azt borító szálbundából áll. Ilyen jellegű kelmefelületeket különböző eljárásokkal lehet előállítani, a szakirodalom egy része ide sorolja a szövött és a kötött műszőrmék mellett a tűzött, sőt még a pehelyszórással (flokkolással) készült termékeket is. A legjobb minőségű, a valódi nemes prémekhez leginkább hasonlító, elsősorban felsőruházati célra készült műszőrmék kötött – az utóbbin belül is a kifejezetten e célra szerkesztett gépeken előállított körkötött –, valamint bizonyos korlátok között szövött kelmék. A többi eljárással – a gyártás módjából adódóan – nem lehet olyan hosszúszálú szőrmefelületet előállítani, mint amilyen sok esetben a valódi prémek szálhosszúsága, ezért azok inkább plüss jellegű termékek.

### Kötött műszőrme
A kötött műszőrme alapkelméjét körkötőgépen vagy láncrendszerű kötőgépen előállított egyszínoldalas kelme képezi, amelybe egyúttal bekötik a bundát alkotó szálakat ill. fonalakat is.

#### Körkötött műszőrme

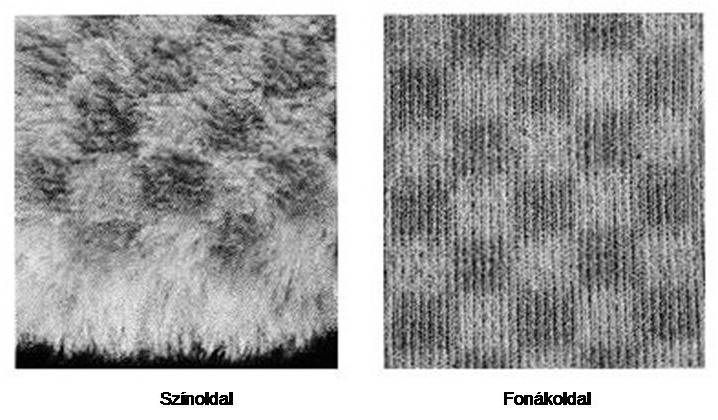
Kötött műszőrme esztétikai szín- és fonákoldala

A körkötött műszőrme az egy tűágyas körkötőgépek eleve erre szolgáló típusain készül, amelyen minden munkaegységnél az alapfonal mellett egy laza szerkezetű, párhuzamosított szálakból alkotott szalagszerű szálköteget is bevezetnek. (Ezzel a technikával tehát csak az alapkelme készül fonalból, a szőrmefelület különálló szálak halmaza. Ez jellegzetessége a körkötött műszőrmének.) A tűk bizonyos, szabályozott mennyiségű szálat húznak ki ebből a szálkötegből, amit az alapfonallal együtt bekötnek a kelmébe. Az alkalmazott kötésmód következtében ezek a szálak a kelmének csak az egyik oldalán állnak ki, ezzel alakítva ki a bunda felületet. Különböző hosszúságú (10–100 mm) szálak használatával a valódi szőrmére jellemző szálszerkezet (pehelyszőr, felszőr) hozható létre és jacquard-rendszerű tűválogatással a különböző színű szálakból a valódi szőrme – pl. csíkos, foltos, pettyes – színmintázatát is hűen vissza lehet adni.

#### Láncrendszerű kötőgépen készült műszőrme
A láncrendszerű kötőgépek egyik fajtája, a két tűágyas raschel-gép alkalmas arra, hogy rajta műszőrmét gyártsanak. Az elv nagyjából ugyanaz, mint a szövött műszőrménél. A két tűágyon – amelyek távolsága aszerint állítható be bizonyos határok között, hogy milyen magas bundafelületet kívánnak elérni – egy-egy önálló alapkelme készül, amelyeket a síkjukra nagyjából merőlegesen a bundát képező laza sodratú fonalak kapcsolnak össze. Ezeket a fonalakat, amelyek szervesen kapcsolódnak az alap-kelmeszerkezethez, itt is magán a gépen vagy utólag elvágják a két kelmesík között középen. Ezáltal két független műszőrme-kelme keletkezik. Különböző színű fonalakkal és jacquard-berendezés alkalmazásával készíthetők ezeken a gépeken a valódi szőrmék mintázatát utánzó műszőrmék.

### Szövött műszőrme
A szövött műszőrme szerkezetileg tulajdonképpen plüss-szövet, amit kettős plüss-szövőgépen állítanak elő. A szálbundát a plüss-láncfonalakból alakítják ki. A gépen két alapszövet között, azokra merőlegesen helyezkednek el a szálbundát alkotó fonalak. Az így képződött kettős szövetet az alapszövetekkel párhuzamos síkban középen kettévágják, így két egyrétegű szövetet kapnak, amelyek mindegyikét az elvágott szálfelület borítja. Színmintás műszőrmét jacquard-berendezéssel ellátott szövőgépen vagy utólagos színnyomással készítenek.

### Tűzött műszőrme
A tűzött műszőrme gyártásához egy hordozókelmére van szükség, amely legtöbbször szövet, de lehet nemszőtt kelme is. A bundafelületet alkotó fonalakat sűrűn elhelyezkedő tűkkel a kelme hátoldalának szánt oldaláról tűzik át a hordozókelmén, oly módon, hogy egy segédeszközön az alapkelmétől viszonylag távol áthurkolódjanak, majd a tűkkel a fonalat visszahúzzák az alapkelme alá (némileg hasonló módon, mint ahogy a varrógép működik). A bundát alkotó fonalak tehát hurokszerűen kiállnak a kelme felületéből. A hurkokat ezután felvágják, száraik szétnyílnak és mintegy U alakban rögzülnek. Kihúzódásuk ellen a hátoldalt ragasztó tartalmú kenőanyaggal vonják be. A bundafelületet bolyhozzák, hogy „fonal jellegét” eltüntessék. A bundafelület magassága és a tűzés sűrűsége változtatható, ami a műszőrme jellegét is befolyásolja. Ezzel az eljárással egyszerűbb kivitelű műszőrmék, főleg bélések, takarók, falvédők, ágytakarók stb. készülnek.

### Pehelyszórással (flokkolással) készült műszőrme
A pehelyszórással készült, műszőrme jellegű termék alapját valamilyen, az egyik felületén ragasztóanyagot tartalmazó bevonattal ellátott textilkelme alkotja, amelyet irányított elektrosztatikus térbe helyeznek. A kelmére rövidre vágott (0,5–5 mm hosszú), szintetikus anyagú szálakat szórnak, amelyek az elektrosztatikus térben a kelmét annak síkjára merőleges helyzetben érik el és végük beszúródik a ragasztós felületbe. Az ezt követő hőkezelés hatására a ragasztós felület megszilárdul és rögzíti a kiálló szálakat. Ezzel az eljárással tehát csak nagyon rövid szálakból álló, inkább bársonyos hatású termék állítható elő.

### Kikészítés
Ahhoz, hogy a fenti eljárásokkal – kivéve a pehelyszórásos eljárást – előállított nyers kelme valóban műszőrme jelleget kapjon, megfelelő kikészítési eljárásokat kell alkalmazni. 
Elsősorban gondoskodni kell arról, hogy a szőrmefelületet alkotó szálak ill. kiálló fonalak nehogy kihulljanak a használat közben. Ennek érdekében a kelme hátoldalát szilikon- vagy más műgyantával vonják be, ami hőkezelés hatására kondenzálódik és szilárdan rögzíti a szálakat ill. fonalakat. A szőrmefelületet ezután polírozzák, hogy fokozzák a szálak fényét, nyírják, hogy a felület egyenletes legyen, kefélik, hogy a szálak az utánozni kívánt valódi szőrméhez hasonló elrendezésűek legyenek (egy irányban feküdjenek, vagy éppen zavaros irányítottságúak legyenek), egyes szőrmeutánzatokat (pl. a báránybunda-utánzatokat) forgódobos hőkezelő gépben (tömblerben) kezelik. 

## A műszőrmék alkalmazása

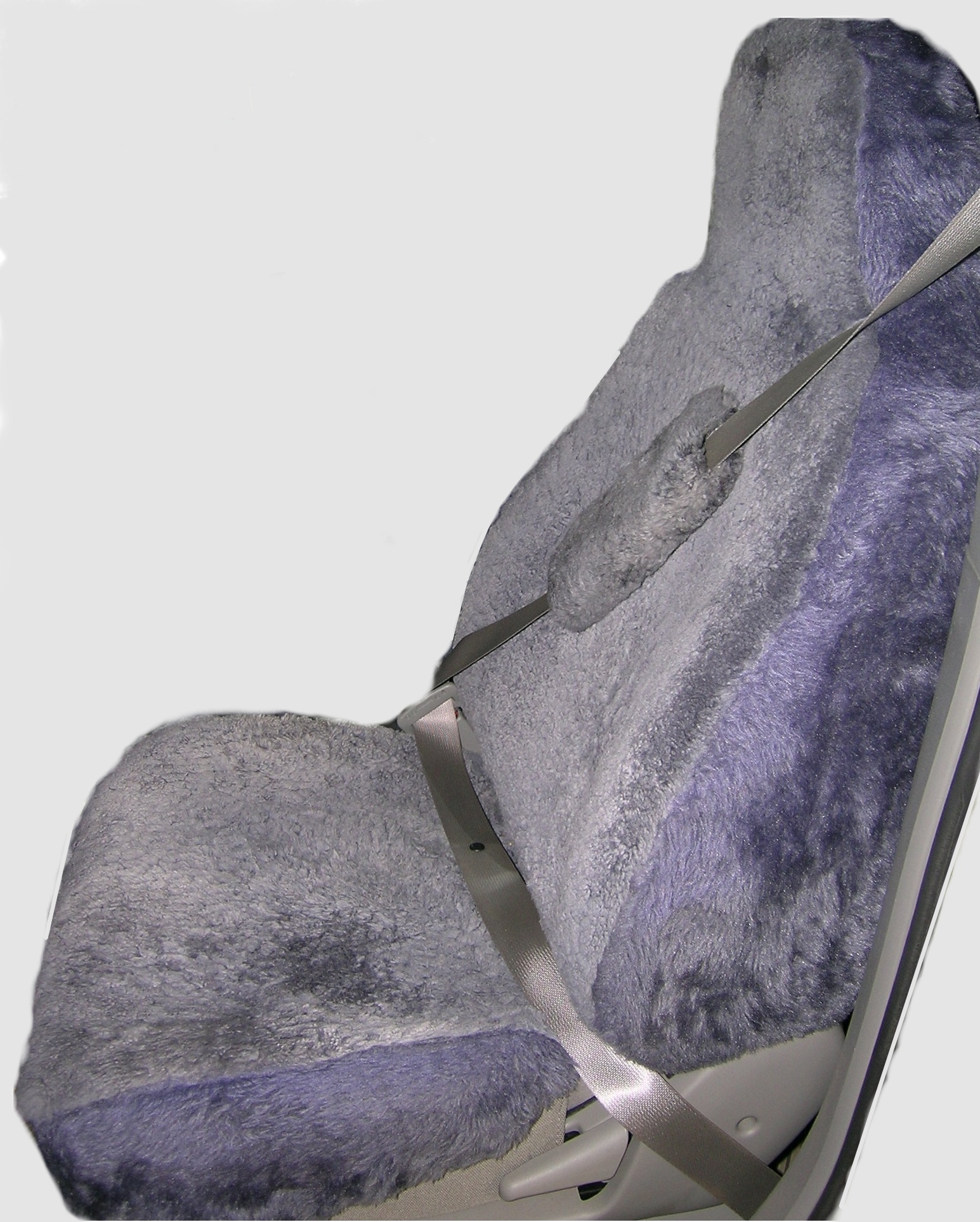
Autóülés-huzat. Az ülés és a háttámla valódi báránybunda, az oldalak azonban műszőrméből készültek. Jól látható a kétféle anyag hasonlósága.

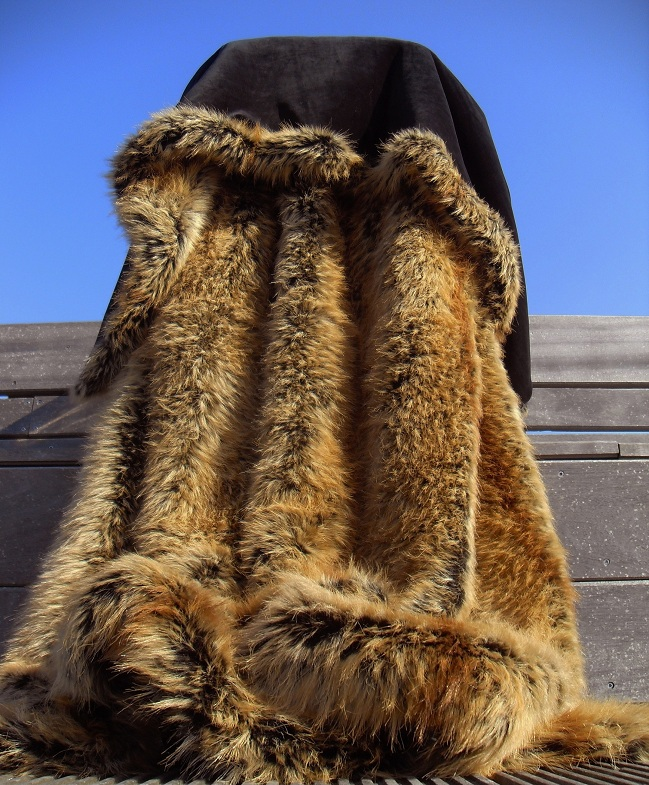
Műszőrme takaró

Műszőrmét mindenütt használnak, ahol szőrme egyáltalán alkalmazásra kerül. Leggyakoribb és legismertebb alkalmazási területük a ruházat: bundákat, kabátbéléseket, mellényeket, sapkákat, kucsmákat, sálakat, kesztyűket, cipő- és csizmabéléseket stb. készítenek belőlük. Felhasználják továbbá kitömött játékállatok készítésére is.
Egy másik fontos felhasználási terület a lakástextíliák köre: elsősorban takarók, ülőbútorok, díszpárnák bevonatai és szőnyegek készülnek műszőrméből. A szőnyegek az esetek jelentős részében tűzési eljárással készülnek, amit a hátoldalukon alkalmazott műgyanta bevonatról lehet felismerni. (Csomózott szőnyegeknél erre nincs szükség.)
A ruházkodáson és a lakástextílákon (szőnyegeken, takarókon) kívül azonban nagy szerepük van a műszaki textíliák körében is, például polírozó tárcsák, festőhengerek, autóülés-huzatok, cipőbélések, táskabélések stb. készítésében.

## A műszőrmék tulajdonságai és kezelésük a használatban

### Tulajdonságok
A „valódi” műszőrmék ránézésre sokszor nem különböztethetők meg a valódi szőrmétől. A szálfelületet széthúzva azonban felismerhető, hogy alatta textilanyag vagy bőr látható-e, ennek alapján már azonosítható, hogy milyen termékről van szó, az előbbi esetben nyilvánvaló, hogy műszőrméről, míg az utóbbi esetben bizonyított az állati eredet. A műszőrmék hátoldalán mindig alkalmaznak egy bevonatot, ami a szálakat az alapkelméhez rögzíti, ennek ellenére a használat során bizonyos mértékű szálkihullás előfordul.
A műszőrmék általában könnyebbek, mint a hasonló kinézetű valódi szőrmék.
Olyan esetekben, amikor különös hangsúly van azon, hogy a termékek ne legyenek gyúlékonyak (ez általában gyermekruházati cikkeknél és lakástextíliáknál fordul elő, sok esetben, például az USA-ban előírás is), a modakril szálakból készült műszőrme használata kívánatos pl. a takarók anyagául.

### Kezelés
A műszőrméből készült termékek gondos kezelést igényelnek. A szőrmefelület kuszálódása keféléssel rendezhető. Mivel hőr érzékeny szintetikus szálasanyagból készülnek, ügyelni kell arra, hogy ne kerüljenek túl közel valamilyen hőforráshoz (pl. radiátorhoz, hősugárzóhoz), és nem is vasalhatók. Egyes változatok langyos vízben moshatók, kíméletesen akár gépben is, mások csak vegyileg tisztíthatók. A termékhez tartozó tisztítási, kezelési utasítások meglétét ezért egyrészt mindig meg kell követelni, másrészt a használatban be kell tartani!

## A műszőrmék hamisítása
A műszőrme sokkal olcsóbb ugyan a valódi szőrménél, de vannak olyan harmadik világbeli országok, ahol még ennél is olcsóbb terméket hoznak forgalomba hamis címkével (amelyre néha még azt is ráírják, hogy "100% poliészter"), "műszőrme" megjelöléssel – ezeket kutya- vagy macskabundából állítják elő. A termék valóban hasonlít a műszőrméhez, ezért a nem hozzáértő fogyasztót megtévesztheti. Az állatokat sanyarú körülmények között tartják és évente mintegy 85 millió állatot pusztítanak el ebből a célból. Egy kabát elkészítéséhez 10–12 kutya vagy 25 macska bundáját használják fel. Az Európai Unió 2009 óta szigorúan tiltja az ilyen termékek behozatalát és forgalmazását.